# Майкл Беґлі (веслувальник)
Майкл Беґлі (англ. Michael Begley, 22 вересня 1872 — 24 серпня 1938) — американський академічний веслувальник.
Срібний призер Олімпійських Ігор 1904 року в складі розпашної четвірки без стернового.